# Miljevina
Miljevina är en ort i Bosnien och Hercegovina.   Den ligger i entiteten Republika Srpska, i den sydöstra delen av landet, 40 km sydost om huvudstaden Sarajevo. Miljevina ligger 516 meter över havet och antalet invånare är 1 039.
Terrängen runt Miljevina är huvudsakligen kuperad, men åt sydväst är den bergig. Miljevina ligger nere i en dal. Närmaste större samhälle är Foča, 10,7 km öster om Miljevina. 
I omgivningarna runt Miljevina växer i huvudsak blandskog. Runt Miljevina är det ganska tätbefolkat, med 67 invånare per kvadratkilometer.